# DAXX
Daxx (англ. Death-associated protein 6) — белок, кодируемый у человека геном DAXX.

## Функция
Daxx, белок, ассоциированный с доменом Death, впервые был обнаружен наблюдением цитоплазматического взаимодействия с классическим рецептором смерти Fas. Это было связано с гетерохроматином и PML-NB (промиелоцитарным лейкозом ядерных органов) и он был замешан во многих ядерных процессах, включая транскрипцию и регулирование клеточного цикла.
Этот ген кодирует многофункциональный белок, который находится в нескольких местах — в ядре и в цитоплазме. Daxx служит конкретным сопровождающим гистону H3.3, взаимодействующему с димерами H3.3/Н4. Он взаимодействует с широким разнообразием белков, таких как антиген апоптоза Fas, центромера белка С, а также вирус эритробластоза E26 фактора транскрипции гомолога онкогена 1 (ETS1). В ядре, кодируемого белка он функционирует как мощный репрессор транскрипции, который связывается с SUMO-лированными транскрипционными факторами. Его репрессия может быть уменьшена секвестром этого белка в промиелолейкозе ядерных органов или ядрышек. Этот белок также связывается с центромерами в фазе G2. В цитоплазме, кодируемый белок может функционировать в качестве регулятора апоптоза. Субклеточная локализация и функции этого белка модулируются в посттрансляционных модификациях, в том числе SUMO-ляции, фосфорилировании и полиубиквитинизации.

## Структура и локализация
Daxx равномерно экспрессирован по всему телу, за исключением семенников и тимуса, которые имеют особенно высокую экспрессию белка. На уровне клетки, Daxx находится в цитоплазме, взаимодействуя с Fas-рецепторами или другими цитоплазматическими молекулами, а также в ядре, где он взаимодействует с некоторыми субъядерными структурами. Известны несколько дополнительных взаимодействующих белков, но не всегда есть понимание конкретной функции и актуальности этого взаимодействия.

### Ядро
Когда PML-NB отсутствуют или разрушены, Daxx делокализован и апоптоз не происходит. Это взаимодействие было продемонстрировано, когда PML-NB разрушенные клетки были обработаны и Daxx релокализировн с PML-NB. ATRX, центромерный компонент гетерохроматина совместно локализуется с Daxx. Это партнёрство находится в основном в S-фазе клеточного цикла. Отсутствие экспрессии Daxx не приводит к нефункциональности S-фазы и не препятствует образованию двухъядерных клеток. Другой центромерный компонент, CENP-C, ассоциируется с Daxx в интерфазе. В то время как про первый Daxx было сказано «белок смерти», предполагается, что ассоциация с центромерными компонентами приводит к другой функции Daxx.

### Цитоплазма и мембраны
Стимуляции Fas-рецептора вызывает транслокацию Daxx из ядра в цитоплазму. Разложение глюкозы производит реактивные формы кислорода (АФК). Они индуцируют внеклеточный Daxx к транслокализации в цитоплазму с последующей ассоциацией с ASK1 (сигнал регулирования апоптоза киназы 1). Другой механизм экзогенного импорта Daxx включает CRM1. Это транспортный механизм зависит от фосфорилирования. Тем не менее, неизвестно, что будет стимулом Fas-рецептора: избыточная ли экспрессия ASK1 вызванная ROS, или опосредованный экспорт CRM1.

## Роль апоптоза

### Fas-индуцированного
После стимуляции Fas, Daxx активируется и играет свою роль проапоптотического белка в активации пути N-терминальной с-Jun киназы (JNK). Этот путь обычно регулирует индуцированную стрессом гибель клеток. Это также важно для развития запрограммированной смерти клеток нервной системы. Реальный процесс апоптоза начинается после активации этого пути. Daxx не активирует саму JNK, а скорее расположенную выше JNK киназы — киназу ASK1. Своего рода система положительной обратной связи была также обнаружена; JNK активирует HIPK2, которая приводит к транслокации ядерного Daxx в цитоплазму. В свою очередь, Daxx активирует ASK1.

### TGF-β регулируемого
TGF-β регулирует множество различных клеточных процессов развития, включая рост, дифференцировку, пролиферацию, и гибель клеток. Daxx взаимодействует с рецептором TGF-β типа II путём связывания С-концевого домена белка. Когда клетки обрабатывают TGF-β, HIPK2 , ядерную киназу, Daxx фосфорилируется и активированный Daxx, в свою очередь активирует путь JNK (см. рисунок «Путь Daxx»).

### Другие механизмы
Разложение глюкозы производит АФК, что приводит к производству Daxx и релокализации, активизируя JNK путь; в свою очередь. другой индуктор производит Daxx при воздействии УФ-излучения. ASK1 будет транспортироваться в ядро, когда УФ-облучение используется для лечения клеток. Пока неизвестно, является ли УФ-облучение причиной связывания Daxx с ASK1. Ещё одним важным свойством Daxx для гибели клеток является ассоциация с PML-NB. Было выявлено, что Daxx ассоциируется с PML только тогда, когда подвергается воздействию высокого окислительного стресса или УФ-облучения. Другое исследование показало потерю проапоптотической функции Daxx в случае мутанта без PML.

### Антиапоптотическая функция
Удивительным свойством Daxx является антиапоптозная функция. Когда Daxx не экспрессирован или разрушен во время эмбрионального развития, это приводит к ранней стадии летальности. Другие исследования показали, что отсутствие гена Daxx вызвало более высокую апоптическую скорость в эмбриональных стволовых клетках. Только связывание Daxx с PML приводит к росту темпов апоптоза; предполагается, что связанный цитоплазматический Daxx играет роль антиапоптозной молекулы.

Путь DAXX

## Другие функции
Вездесущность Daxx в клеточном ядре предполагает, что белок может также функционировать в качестве фактора транскрипции. Хотя он не содержит никаких известных ДНК-связывающих доменов , Daxx может взаимодействовать и супрессировать несколько транскрипционных факторов, таких как p53, p73 и NF-kB. Кроме транскрипционных факторов, другие белки могут также блокироваться или ингибироваться Daxx, такие как регулятор пути TGF-β, Smad4, наделяя Daxx важной ролью в сигнализации TGF-β.